# Điền kinh tại Đại hội Thể thao Đông Nam Á 2021
Điền kinh tại Đại hội Thể thao Đông Nam Á 2021 được tổ chức từ ngày 14 đến 19 tháng 05 năm 2022 tại Hà Nội, Việt Nam. Có 47 nội dung được thi đấu ở môn Điền kinh tại SEA Games 31.

## Địa điểm

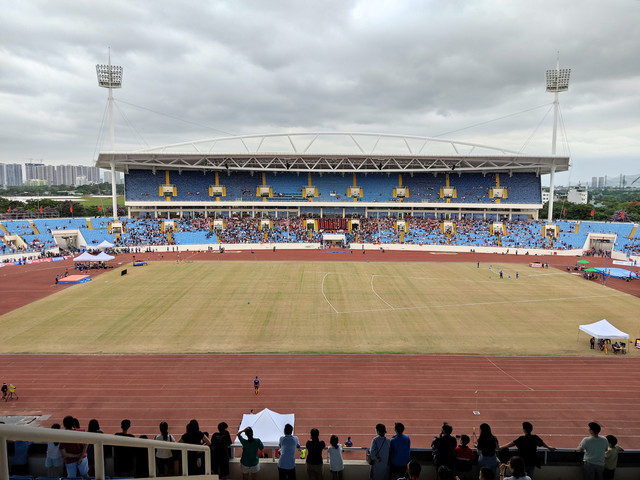
Sân vận động Quốc gia Mỹ Đình - địa điểm tổ chức môn điền kinh

Hầu hết các sự kiện điền kinh sẽ được tổ chức tại Sân vận động Quốc gia Mỹ Đình, ngoại trừ các sự kiện ném búa và ném đĩa được tổ chức tại các sân lân cận trong Khu Liên hợp Thể thao Quốc gia. Các sự kiện chạy marathon và đi bộ 20 km sẽ được tổ chức tại Vòng cung cạnh sân chính gần đó.
Trung tâm Huấn luyện và Thi đấu Thể dục thể thao Hà Nội sẽ là nơi tập luyện. 

## Chương trình thi đấu
| Ngày       | Buổi       | Thời gian | Nội dung               | Giới tính | Vòng thi             |
| ---------- | ---------- | --------- | ---------------------- | --------- | -------------------- |
| 14 tháng 5 | Buổi sáng  | 9.00      | 100m                   | Nam       | 10 môn phối hợp (1)  |
| 14 tháng 5 | Buổi sáng  | 9.15      | 200m                   | Nữ        | Vòng thi 1           |
| 14 tháng 5 | Buổi sáng  | 9.35      | 200m                   | Nam       | Vòng thi 1           |
| 14 tháng 5 | Buổi sáng  | 9.45      | Nhảy xa                | Nam       | 10 môn phối hợp (2)  |
| 14 tháng 5 | Buổi sáng  | 10.00     | 1,500m                 | Nữ        | Chung kết            |
| 14 tháng 5 | Buổi sáng  | 11.15     | Đẩy tạ                 | Nam       | 10 môn phối hợp (3)  |
| 14 tháng 5 | Buổi sáng  | 10.00     | Ném búa                | Nữ        | Chung kết            |
| 14 tháng 5 | Buổi sáng  | 11.20     | Ném búa                | Nam       | Chung kết            |
| 14 tháng 5 | Buổi chiều | 16.00     | Nhảy cao               | Nam       | 10 môn phối hợp (4)  |
| 14 tháng 5 | Buổi chiều | 16.05     | Nhảy sào               | Nam       | Chung kết            |
| 14 tháng 5 | Buổi chiều | 16.15     | 200m                   | Nữ        | Chung kết            |
| 14 tháng 5 | Buổi chiều | 16.25     | Ném búa                | Nữ        | Trao huy chương      |
| 14 tháng 5 | Buổi chiều | 16.35     | 200m                   | Nam       | Chung kết            |
| 14 tháng 5 | Buổi chiều | 16.45     | Ném Lao                | Nam       | Chung kết            |
| 14 tháng 5 | Buổi chiều | 16.45     | Ném búa                | Nam       | Trao huy chương      |
| 14 tháng 5 | Buổi chiều | 16.45     | Nhảy ba bước           | Nữ        | Chung kết            |
| 14 tháng 5 | Buổi chiều | 17.05     | 200m                   | Nữ        | Trao huy chương      |
| 14 tháng 5 | Buổi chiều | 17.15     | 1,500m                 | Nam       | Chung kết            |
| 14 tháng 5 | Buổi chiều | 17.35     | 5,000m                 | Nữ        | Chung kết            |
| 14 tháng 5 | Buổi chiều | 18.05     | Nhảy sào               | Nam       | Trao huy chương      |
| 14 tháng 5 | Buổi chiều | 18.15     | 400m                   | Nam       | 10 môn phối hợp (5)  |
| 14 tháng 5 | Buổi chiều | 18.25     | Ném lao                | Nam       | Trao huy chương      |
| 14 tháng 5 | Buổi chiều | 18.35     | 4x400m hỗn hợp         | Nam - Nữ  | Chung kết            |
| 14 tháng 5 | Buổi chiều | 18.45     | 1,500m                 | Nữ        | Trao huy chương      |
| 14 tháng 5 | Buổi chiều | 18.55     | 1,500m                 | Nam       | Trao huy chương      |
| 14 tháng 5 | Buổi chiều | 19.05     | 5,000m                 | Nữ        | Trao huy chương      |
| 14 tháng 5 | Buổi chiều | 19.15     | 4x400m Hỗn hợp         | Nam-Nữ    | Trao huy chương      |
| 15 tháng 5 | Buổi sáng  | 9.00      | 110m Rào               | Nam       | 10 môn phối hợp (6)  |
| 15 tháng 5 | Buổi sáng  | 9.15      | 400m                   | Nữ        | Vòng thi 1           |
| 15 tháng 5 | Buổi sáng  | 9.30      | 400m                   | Nam       | Vòng thi 1           |
| 15 tháng 5 | Buổi sáng  | 9.45      | Ném đĩa                | Nam       | 10 môn phối hợp (7)  |
| 15 tháng 5 | Buổi sáng  | 11.00     | Nhảy sào               | Nam       | 10 môn phối hợp (8)  |
| 15 tháng 5 | Buổi chiều | 16.00     | Ném sao                | Nam       | 10 môn phối hợp (9)  |
| 15 tháng 5 | Buổi chiều | 16.05     | Nhảy xa                | Nam       | Chung kết            |
| 15 tháng 5 | Buổi chiều | 16.10     | Nhảy cao               | Nữ        | Chung kết            |
| 15 tháng 5 | Buổi chiều | 16.30     | 400m                   | Nữ        | Chung kết            |
| 15 tháng 5 | Buổi chiều | 16.40     | Đẩy tạ                 | Nam       | Chung kết            |
| 15 tháng 5 | Buổi chiều | 16.45     | 400m                   | Nam       | Chung kết            |
| 15 tháng 5 | Buổi chiều | 17.00     | 5,000m                 | Nam       | Chung kết            |
| 15 tháng 5 | Buổi chiều | 17.30     | Nhảy xa                | Nam       | Trao huy chương      |
| 15 tháng 5 | Buổi chiều | 17.45     | 400m                   | Nữ        | Trao huy chương      |
| 15 tháng 5 | Buổi chiều | 17.55     | 3,000m chướng ngại vật | Nữ        | Chung kết            |
| 15 tháng 5 | Buổi chiều | 18.35     | Nhảy cao               | Nữ        | Trao huy chương      |
| 15 tháng 5 | Buổi chiều | 18.05     | 400m                   | Nam       | Trao huy chương      |
| 15 tháng 5 | Buổi chiều | 18.15     | 1,500m                 | Nam       | 10 môn phối hợp (10) |
| 15 tháng 5 | Buổi chiều | 18.25     | 5,000m                 | Nam       | Trao huy chương      |
| 15 tháng 5 | Buổi chiều | 18.35     | Ném lao                | Nữ        | Trao huy chương      |
| 15 tháng 5 | Buổi chiều | 18.45     | Đẩy tạ                 | Nam       | Trao huy chương      |
| 16 tháng 5 | Buổi sáng  | 9.00      | 100m Rào               | Nữ        | 7 môn phối hợp (1)   |
| 16 tháng 5 | Buổi sáng  | 9.20      | 100m Rào               | Nữ        | Vòng thi 1           |
| 16 tháng 5 | Buổi sáng  | 9.40      | 100m Rào               | Nữ        | 7 môn phối hợp (1)   |
| 16 tháng 5 | Buổi sáng  | 9.45      | 110m Rào               | Nam       | Vòng thi 1           |
| 16 tháng 5 | Buổi chiều | 16.00     | Đẩy tạ                 | Nữ        | 7 môn phối hợp (3)   |
| 16 tháng 5 | Buổi chiều | 16.05     | 10 môn phối hợp        | Nam       | Trao huy chương      |
| 16 tháng 5 | Buổi chiều | 16.15     | 110m Rào               | Nam       | Chung kết            |
| 16 tháng 5 | Buổi chiều | 16.20     | 3,000m chướng ngại vật | Nữ        | Trao huy chương      |
| 16 tháng 5 | Buổi chiều | 16.35     | 100m Rào               | Nữ        | Chung kết            |
| 16 tháng 5 | Buổi chiều | 16.40     | Nhảy sào               | Nữ        | Chung kết            |
| 16 tháng 5 | Buổi chiều | 16.50     | Nhảy xa                | Nữ        | Chung kết            |
| 16 tháng 5 | Buổi chiều | 16.50     | 800m                   | Nữ        | Chung kết            |
| 16 tháng 5 | Buổi chiều | 16.55     | Ném đĩa                | Nữ        | Chung kết            |
| 16 tháng 5 | Buổi chiều | 17.00     | 800m                   | Nam       | Chung kết            |
| 16 tháng 5 | Buổi chiều | 17.15     | 110m Rào               | Nam       | Trao huy chương      |
| 16 tháng 5 | Buổi chiều | 17.25     | 100m Rào               | Nữ        | Trao huy chương      |
| 16 tháng 5 | Buổi chiều | 17.45     | 200m                   | Nữ        | 7 môn phối hợp (4)   |
| 16 tháng 5 | Buổi chiều | 18.00     | 800m                   | Nữ        | Trao huy chương      |
| 16 tháng 5 | Buổi chiều | 18.10     | 800m                   | Nam       | Trao huy chương      |
| 16 tháng 5 | Buổi chiều | 18.20     | 3,000m chướng ngại vật | Nam       | Chung kết            |
| 16 tháng 5 | Buổi chiều | 18.40     | Nhảy xa                | Nữ        | Trao huy chương      |
| 16 tháng 5 | Buổi chiều | 19.00     | 4x100m                 | Nữ        | Chung kết            |
| 16 tháng 5 | Buổi chiều | 19.10     | Nhảy sào               | Nữ        | Trao huy chương      |
| 16 tháng 5 | Buổi chiều | 19.20     | Ném đĩa                | Nữ        | Trao huy chương      |
| 16 tháng 5 | Buổi chiều | 19.30     | 4x100m                 | Nam       | Chung kết            |
| 16 tháng 5 | Buổi chiều | 19.40     | 3000m chướng ngại vật  | Nam       | Trao huy chương      |
| 17 tháng 5 | Buổi sáng  | 9.00      | Nhảy xa                | Nữ        | 7 môn phối hợp (5)   |
| 17 tháng 5 | Buổi sáng  | 9.15      | 400m Rào               | Nữ        | Vòng thi 1           |
| 17 tháng 5 | Buổi sáng  | 9.30      | 400m Rào               | Nam       | Vòng thi 1           |
| 17 tháng 5 | Buổi sáng  | 10.00     | Ném lao                | Nữ        | 7 môn phối hợp (6)   |
| 17 tháng 5 | Buổi chiều | 16.00     | 400m Rào               | Nữ        | Chung kết            |
| 17 tháng 5 | Buổi chiều | 16.05     | Nhảy ba bước           | Nam       | Chung kết            |
| 17 tháng 5 | Buổi chiều | 16.10     | 4x100m                 | Nữ        | Trao huy chương      |
| 17 tháng 5 | Buổi chiều | 16.15     | Ném đĩa                | Nam       | Chung kết            |
| 17 tháng 5 | Buổi chiều | 16.20     | 400m Rào               | Nam       | Chung kết            |
| 17 tháng 5 | Buổi chiều | 16.25     | Đẩy tạ                 | Nữ        | Chung kết            |
| 17 tháng 5 | Buổi chiều | 16.30     | 4x100m                 | Nam       | Trao huy chương      |
| 17 tháng 5 | Buổi chiều | 16.35     | 400m Rào               | Nữ        | Trao huy chương      |
| 17 tháng 5 | Buổi chiều | 16.45     | 800m                   | Nữ        | 7 môn phối hợp (7)   |
| 17 tháng 5 | Buổi chiều | 16.55     | 400m Rào               | Nam       | Trao huy chương      |
| 17 tháng 5 | Buổi chiều | 17.05     | 10,000m                | Nam       | Chung kết            |
| 17 tháng 5 | Buổi chiều | 17.45     | Nhảy ba bước           | Nam       | Trao huy chương      |
| 17 tháng 5 | Buổi chiều | 17.55     | Ném đĩa                | Nam       | Trao huy chương      |
| 17 tháng 5 | Buổi chiều | 18.05     | Đẩy tạ                 | Nữ        | Trao huy chương      |
| 18 tháng 5 | Buổi sáng  | 9.00      | 100m                   | Nam       | Vòng thi 1           |
| 18 tháng 5 | Buổi sáng  | 9.15      | 100m                   | Nữ        | Vòng thi 1           |
| 18 tháng 5 | Buổi sáng  | 9.30      | 4x400m                 | Nam       | Vòng thi 1           |
| 18 tháng 5 | Buổi sáng  | 9.45      | 4x400m                 | Nữ        | Vòng thi 1           |
| 18 tháng 5 | Buổi chiều | 16.00     | Nhảy cao               | Nam       | Chung kết            |
| 18 tháng 5 | Buổi chiều | 16.10     | Ném lao                | Nữ        | Chung kết            |
| 18 tháng 5 | Buổi chiều | 16.20     | 10,000m                | Nam       | Trao huy chương      |
| 18 tháng 5 | Buổi chiều | 16.30     | 7 môn phối hợp         | Nữ        | Trao huy chương      |
| 18 tháng 5 | Buổi chiều | 16.40     | 100m                   | Nữ        | Chung kết            |
| 18 tháng 5 | Buổi chiều | 16.50     | 100m                   | Nam       | Chung kết            |
| 18 tháng 5 | Buổi chiều | 17.00     | 10,000m                | Nữ        | Chung kết            |
| 18 tháng 5 | Buổi chiều | 17.45     | 100m                   | Nữ        | Trao huy chương      |
| 18 tháng 5 | Buổi chiều | 17.55     | 100m                   | Nam       | Trao huy chương      |
| 18 tháng 5 | Buổi chiều | 18.05     | 4x400m                 | Nữ        | Chung kết            |
| 18 tháng 5 | Buổi chiều | 18.15     | Nhảy cao               | Nam       | Trao huy chương      |
| 18 tháng 5 | Buổi chiều | 18.25     | Nem lao                | Nữ        | Trao huy chương      |
| 18 tháng 5 | Buổi chiều | 16.35     | 4x400m                 | Nam       | Chung kết            |
| 18 tháng 5 | Buổi chiều | 17.05     | 10,000m                | Nữ        | Trao huy chương      |
| 18 tháng 5 | Buổi chiều | 17.15     | 4x400m                 | Nữ        | Trao huy chương      |
| 18 tháng 5 | Buổi chiều | 17.25     | 4x400m                 | Nam       | Trao huy chương      |
| 19 tháng 5 | Buổi sáng  |           | Marathon               | Nam       | Chung kết            |
| 19 tháng 5 | Buổi sáng  |           | Marathon               | Nữ        | Chung kết            |
| 19 tháng 5 | Buổi sáng  |           | Đi bộ 20 Km            | Nam       | Chung kết            |
| 19 tháng 5 | Buổi sáng  |           | Đi bộ 20 Km            | Nữ        | Chung kết            |

## Danh sách huy chương

### Nam
| Kí hiệu | Kí hiệu              | Kí hiệu | Kí hiệu             |
| ------- | -------------------- | ------- | ------------------- |
| GR      | Lập kỉ lục Sea Games | NR      | Lập kỉ lục Quốc gia |

| Nội dung             | Vàng                                    | Vàng         | Bạc                                | Bạc      | Đồng                               | Đồng     |
| -------------------- | --------------------------------------- | ------------ | ---------------------------------- | -------- | ---------------------------------- | -------- |
| 100 m                | Puripol Boonson · Thái Lan              | 10.44        | Soraoat Dapbang · Thái Lan         | 10.56    | Marc Brian Louis · Singapore       | 10.56    |
| 200 m                | Puripol Boonson · Thái Lan              | 20.37 GR, NR | Ngần Ngọc Nghĩa · Việt Nam         | 20.74 NR | Chayut Khongprasit · Thái Lan      | 20.77    |
| 400 m                | Joshua Atkinson · Thái Lan              | 46.44        | Lê Ngọc Phúc · Việt Nam            | 47.27    | Tan Zong Yan · Singapore           | 47.46    |
| 800 m                | Joshua Atkinson · Thái Lan              | 1:55.75      | Jirayu Pleenaram · Thái Lan        | 1:55.77  | Trần Văn Đảng · Việt Nam           | 1:56.50  |
| 1500 m               | Lương Đức Phước · Việt Nam              | 3:54.37      | Trần Văn Đảng · Việt Nam           | 3:55.66  | Alfrence Braza · Philippines       | 3:56.35  |
| 5000 m               | Nguyễn Văn Lai · Việt Nam               | 16:34.10     | Felisberto de Deus · Đông Timor    | 16:35.75 | Sonny Wagdos · Philippines         | 16:35.89 |
| 10000 m              | Nguyễn Văn Lai · Việt Nam               | 32:17.34     | Felisberto de Deus · Đông Timor    | 32:23.91 | Lê Văn Thao · Việt Nam             | 32:37.66 |
|                      |                                         |              |                                    |          |                                    |          |
| 110 m chạy vượt rào  | Clinton Kingsley Bautista · Philippines | 13.78        | Ang Chen Xiang · Singapore         | 13.94    | Natthaphon Dansungnoen · Thái Lan  | 13.99    |
| 400 m chạy vượt rào  | Eric Cray · Philippines                 | 50.41        | Quách Công Lịch · Việt Nam         | 50.82    | Calvin Quek · Singapore            | 51.19    |
| 3000 m chạy vượt rào | Lê Tiến Long · Việt Nam                 | 9:02.84      | Đỗ Quốc Luật · Việt Nam            | 9:06.44  | Atjong Tio Purwanto · Indonesia    | 9:10.99  |
|                      |                                         |              |                                    |          |                                    |          |
| 4 × 100 m tiếp sức   | Thái Lan ·                              | 38.58        | Malaysia ·                         | 39.09    | Singapore ·                        | 39.44    |
| 4 × 400 m tiếp sức   | Thái Lan ·                              | 3:07.58      | Việt Nam ·                         | 3:08.52  | Singapore ·                        | 3:11.09  |
|                      |                                         |              |                                    |          |                                    |          |
| Marathon             | Hoàng Nguyên Thanh · Việt Nam           | 2:25.08      | Agus Prayogo · Indonesia           | 2:25.38  | Tony Payne · Thái Lan              | 2:26.40  |
| Đi bộ 20 km          | Võ Xuân Vĩnh · Việt Nam                 | 1:32:32      | Hendro Yap · Indonesia             | 1:35:21  | Nguyễn Thành Ngưng · Việt Nam      | 1:37:43  |
|                      |                                         |              |                                    |          |                                    |          |
| Nhảy cao             | Kobsit Sitthichai · Thái Lan            | 2.21         | Nauraj Singh Randhawa · Malaysia   | 2.18     | Mohamad Eizlan Dahalan · Malaysia  | 2.18     |
| Nhảy cao             | Kobsit Sitthichai · Thái Lan            | 2.21         | Nauraj Singh Randhawa · Malaysia   | 2.18     | Tawan Kaeodam · Thái Lan           | 2.18     |
| Nhảy cao             | Kobsit Sitthichai · Thái Lan            | 2.21         | Nauraj Singh Randhawa · Malaysia   | 2.18     | Vũ Đức Anh · Việt Nam              | 2.18     |
| Nhảy sào             | Ernest John Obiena · Philippines        | 5.46 m GR    | Hokkett Delos Santos · Philippines | 5.00 m   | Iskandar Alwi · Malaysia           | 4.80 m   |
| Long jump            | Nguyễn Tiến Trọng · Việt Nam            | 7.80 m       | Janry Ubas · Philippines           | 7.73 m   | Sapwaturrahman · Indonesia         | 7.61 m   |
| Triple jump          | Andre Anura Anuar · Malaysia            | 16.21 m      | PHI\|2021}}                        | 15.87 m  | Trần Văn Điển · Việt Nam           | 15.84 m  |
| Shot put             | William Morrison III · Philippines      | 18.14 m GR   | Jakkapat Noisri · Thái Lan         | 17.32    | Muhammad Ziyad Zolkefli · Malaysia | 17.20    |
| Discus throw         | Muhammad Irfan Shamsuddi · Malaysia     | 58.26        | Kiadpradid Srisai · Thái Lan       | 51.18    | William Morrison III · Philippines | 50.44    |
| Hammer throw         | Jackie Wong · Malaysia                  | 66.49 m      | Kittipong Boonmawan · Thái Lan     | 64.54 m  | Sadat Marzuqi Ajisan · Malaysia    | 58.86 m  |
| Javelin throw        | Nguyễn Hoài Văn · Việt Nam              | 70.87        | Abdul Hafiz · Indonesia            | 70.58    | Melvin Calano · Philippines        | 66.86    |
|                      |                                         |              |                                    |          |                                    |          |
| Decathlon            | Sutthisak Singkhon · Thái Lan           | 7,603        | Aries Toledo · Philippines         | 7,469    | Janry Ubas · Philippines           | 6,977    |

### Nữ
| Nội dung            | Vàng                                | Vàng           | Bạc                                 | Bạc        | Đồng                                   | Đồng     |
| ------------------- | ----------------------------------- | -------------- | ----------------------------------- | ---------- | -------------------------------------- | -------- |
| 100 m               | Kayla Richardson · Philippines      | 11.60          | Veronica Shanti Pereira · Singapore | 11.62      | Supanich Poolkerd · Thái Lan           | 11.66    |
| 200 m               | Veronica Shanti Pereira · Singapore | 23.51          | Kyla Richardson · Philippines       | 23.56      | Kayla Richardson · Philippines         | 23.87    |
| 400 m               | Nguyễn Thị Huyền · Việt Nam         | 52.83          | Benny Nontanam · Thái Lan           | 54.01      | Quách Thị Lan · Việt Nam               | 54.40    |
| 800 m               | Khuất Phương Anh · Việt Nam         | 2:08.74        | Agustina Mardika Manik · Indonesia  | 2:09.99    | Savinder Kaur Jogindr Singh · Malaysia | 2:10.24  |
| 1500 m              | Nguyễn Thị Oanh · Việt Nam          | 04:14.98       | Khuất Phương Anh · Việt Nam         | 04:26.90   | Goh Chui Ling · Singapore              | 04:33.41 |
| 5000 m              | Nguyễn Thị Oanh · Việt Nam          | 16:44.06       | Phạm Thị Hồng Lệ · Việt Nam         | 16:45.05   | Joida Gagnao · Philippines             | 17:37.74 |
| 10000 m             | Phạm Thị Hồng Lệ · Việt Nam         | 35:56.38       | Lò Thị Thanh · Việt Nam             | 36:32.00   | Goh Chui Ling · Singapore              | 39:22.00 |
|                     |                                     |                |                                     |            |                                        |          |
| 100 m hurdles       | Bùi Thị Nguyên · Việt Nam           | 13.51          | Emilia Nova · Indonesia             | 13.69      | Jelly Dianne Paragile · Philippines    | 13.72    |
| 400 m hurdles       | Quách Thị Lan · Việt Nam            | 56.33          | Nguyễn Thị Huyền · Việt Nam         | 56.41      | Robyn Brown · Philippines              | 56.44    |
| 3000 m steeplechase | Nguyễn Thị Oanh · Việt Nam          | 09:52.44       | Nguyễn Thị Hương · Việt Nam         | 10:18.60   | Joida Gagnao · Philippines             | 10:41.69 |
|                     |                                     |                |                                     |            |                                        |          |
| 4 × 100 m relay     | Thái Lan ·                          | 44.39          | Việt Nam ·                          | 45.25      | Malaysia ·                             | 45.32    |
| 4 × 400 m relay     | Việt Nam ·                          | 3:37.99        | Thái Lan ·                          | 3:42.90    | Philippines ·                          | 3:43.26  |
|                     |                                     |                |                                     |            |                                        |          |
| Marathon            | Odekta Elvina Naibaho · Indonesia   | 2:55.28        | Christine Hallasgo · Philippines    | 2:56.07    | Hoàng Thị Ngọc Hoa · Việt Nam          | 2:57.35  |
| 20 km walk          | Nguyễn Thị Thanh Phúc · Việt Nam    | 1:48:10        | Zin May Htet · Myanmar              | 1:52:34    | Kotchaphon Tangsrivong · Thái Lan      | 1:56:07  |
|                     |                                     |                |                                     |            |                                        |          |
| High jump           | Phạm Thị Diễm · Việt Nam            | 1.78 m         | Michelle Sng Suat Li · Singapore    | 1.75 m     | Phạm Quỳnh Giang · Việt Nam            | 1.70 m   |
| Pole vault          | Nor Sarah Adi · Malaysia            | 4.00 m         | Chonthicha Khabut · Thái Lan        | 3.80 m     | Alyana Joyce Nicholas · Philippines    | 3.60 m   |
| Long jump           | Vũ Thị Ngọc Hà · Việt Nam           | 6.39 m         | Bùi Thị Thu Thảo · Việt Nam         | 6.38 m     | Maria Natalia Londa · Indonesia        | 6.18 m   |
| Triple jump         | Parinya Chuaimaroeng · Thái Lan     | 13.66 m        | Vũ Thị Ngọc Hà · Việt Nam           | 13.52 m    | INA\|2021}}                            | 13.45 m  |
| Shot put            | Eki Ekawati Febri · Indonesia       | 15.20 m        | Arrerat Intadis · Thái Lan          | 15.04 m    | Athima Saowaphaiboon · Thái Lan        | 12.51 m  |
| Discus throw        | Subenrat Insaeng · Thái Lan         | 53.09 m        | Queenie Ting · Malaysia             | 52.36 m NR | Choo Kang Ni · Malaysia                | 46.57 m  |
| Hammer throw        | Grace Wong · Malaysia               | 57.13 m        | Mingkamon Koomphon · Thái Lan       | 50.28 m    | Panwat Gimsrang · Thái Lan             | 49.64 m  |
| Javelin throw       | Lò Thị Hoàng · Việt Nam             | 56.37 m GR, NR | Jariya Wichaidit · Thái Lan         | 55.65 m    | Evalyn Palabrica · Philippines         | 49.07 m  |
|                     |                                     |                |                                     |            |                                        |          |
| Heptathlon          | Nguyễn Linh Na · Việt Nam           | 5,415          | Sarah Dequinan · Philippines        | 5,381      | Norliyana Kamaruddin · Malaysia        | 5,262 NR |

### Nam, nữ
| Nội dung        | Vàng       | Vàng    | Bạc        | Bạc     | Đồng          | Đồng    |
| --------------- | ---------- | ------- | ---------- | ------- | ------------- | ------- |
| 4 × 400 m relay | Thái Lan · | 3:19.29 | Việt Nam · | 3:19.37 | Philippines · | 3:31.53 |

## Bảng tổng sắp huy chương
| Hạng               | Đoàn               | Vàng | Bạc | Đồng | Tổng số |
| ------------------ | ------------------ | ---- | --- | ---- | ------- |
| 1                  | Việt Nam           | 22   | 14  | 8    | 44      |
| 2                  | Thái Lan           | 12   | 11  | 8    | 31      |
| 3                  | Philippines        | 5    | 7   | 14   | 26      |
| 4                  | Malaysia           | 5    | 3   | 8    | 16      |
| 5                  | Indonesia          | 2    | 5   | 4    | 11      |
| 6                  | Singapore          | 1    | 3   | 7    | 11      |
| 7                  | Myanmar            | 0    | 2   | 0    | 2       |
| 7                  | Đông Timor         | 0    | 2   | 0    | 2       |
| Tổng số (8 đơn vị) | Tổng số (8 đơn vị) | 47   | 47  | 49   | 143     |